# کلیسای اسکجبی
کلیسای اِسکجبی (به دانمارکی: Skejby Kirke) یک کلیسا در کلیسای اسکجبی در آرهوس، دانمارک است، این محله در آرهوس شمالی در سه کیلومتری شمال غربی مرکز شهر آرهوس در حومه منطقه شهری قرار دارد. این محله دارای ۸۱۶ سکنه است که از این تعداد ۶۵۵ نفر از اعضای کلیسای دانمارک هستند.

## تاریخچه
کلیسای اسکجبی در قرن دوازدهم ساخته شد اما اطلاعات زیادی از این دوره در دست نیست، اسکجبی در آن زمان یک روستا بود، زیرا به عنوان یک محله در آرهوس گنجانده شده بود، و کلیسا به عنوان کلیسای محلی برای آن روستا عمل می‌کرد، در ۲۶ مه ۱۴۲۰، کلیسای اسکجبی توسط اسقف اسقف آرهوس به منظور ایجاد یک محله و کنترل انتصاب کشیش ضمیمه شد، بین سالهای ۱۶۲۰ و ۱۶۳۱، کشیش پریش اسکجبی نیز کشیش روستاهای هاسل و لیسبرگ شد، در طول جنگ‌های سوئد در دهه‌های ۱۶۳۰ و ۱۶۶۰، کلیسا از غارت و از دست دادن دهک رنج برد زیرا اعضای جماعت فقیر شدند. کلیسا و محله از آن زمان تحت کنترل اسقف آرهوس بود تا اینکه دولت آن را در جریان اصلاحات مصادره کرد، در سال ۱۹۱۲ به مالکیت خود درآمد. این محله در سال ۱۹۶۲ به آرهوس ضمیمه شد و در سال ۱۹۶۶، لیسبرگ و هاسل به بخش‌های مستقل جدا شدند.

## کلیسا
این کلیسا با بسیاری از اشلارهای گرانیتی قابل مشاهده سفیدپوش شده است و از یک گروه کر رومی و شبستان تشکیل شده است. این برج با شیروانی‌های تزئین شده در اوج در سال ۱۹۱۰ ساخته شد و کلیسای کوچک سفیدکاری شده به سبک گوتیک در سال ۱۹۰۴ ساخته شد. در ابتدا، کلیسا یک ایوان داشت اما در سال ۱۸۱۶ تخریب شد. جهت‌گیری کلیسا به سمت خورشید است.